# Nationalpark Manovo-Gounda Saint Floris
Der Nationalpark Manovo-Gounda Saint Floris (auch: Manovo-Gounda-St.-Floris-Nationalpark) ist ein Nationalpark in der Provinz Bamingui-Bangoran der Zentralafrikanischen Republik.

## Flora und Fauna
Der Park ist wegen seiner vielfältigen Tier- und Pflanzenwelt bedeutsam. Bei einem Jahresniederschlag von 1000 bis 1700 mm ist die überwiegende Vegetationsform die Baumsavanne. Sie lässt sich in fünf Typen unterteilen: Terminalia laxiflora-Baumsavanne, Isoberlinia doka- und Monotes kerstingii-Wald, Pseudocedrela kotschyi- und Terminalia macroptera-Wald, Tieflandwald oder Baumsavanne sowie Anogeissus leiocarpa und Khaya senegalensis. Auch außerhalb der Regenzeit bleiben große Sumpfgebiete bestehen; in der Trockenzeit sind große Tieransammlungen zu beobachten.
Hier gibt es Spitzmaulnashörner, Löwen, Leoparden, Afrikanische Wildhunde, Gazellen, Ducker, Wasserböcke, Kuhantilopen, Bleichböckchen, Leierantilopen, Riedböcke, Warzenschweine, Afrikanische Büffel, Giraffen, Flusspferde, Krokodile und gelegentliche Sichtungen von Geparden. Selten sind Afrikanische Goldkatze, Rotflankenducker und Gelbrückenducker. Die Elefantenpopulation soll 1976 noch zwischen 80000 und 100000 Tieren gelegen haben, 1985 wurde sie auf 10000 bis 15000 geschätzt. Doch seitdem sind die Bestände aller damals untersuchten Arten stark gesunken, sodass bei einer Bestandsaufnahme aus der Luft im Mai und Juni 2005 nur noch weniger als 500 Elefanten angenommen wurden. Nahezu ausgestorben sind Kob und Defassa-Wasserbock, während die Bestände von Riedbock, Riesen-Elenantilope, Afrikanischem Büffel, Kuhantilope und Pferdeantilope im Nationalpark selbst zurückgegangen, in den Jagdzonen jedoch stabil geblieben oder angestiegen sind.
In den nördlichen Überflutungsgebieten leben zahlreiche Wasservögel, die sich auf etwa 320 Arten verteilen, darunter mindestens 25 Greifvogelarten wie der Schreiseeadler. Auch der Schuhschnabel kommt vor. Je nach Jahreszeit gibt es große Pelikan- und Marabubestände.

## Gefährdung und Schutzmaßnahmen
Seit 1988 gehört das Gebiet zum UNESCO-Weltnaturerbe und seit 1997 befindet es sich kontinuierlich auf der Roten Liste des gefährdeten Welterbes, da durch illegale Beweidung und schwerbewaffnete Wilderer schätzungsweise 80 % des Wildbestandes vernichtet wurden.
Im Jahr 1997 wurden 4 Mitarbeiter des Parks erschossen. Aufgrund der fehlenden Sicherheit wurden danach alle Entwicklungs- und Tourismusprojekte eingestellt.
Unter Beteiligung der Europäischen Union wurde seitdem versucht, durch die Einrichtung von Jagdzonen im Umfeld des Parks die Wilderei zu begrenzen. Dies scheiterte jedoch daran, dass diese Bereiche in Richtung des Landesinneren liegen, während die Mehrzahl der Wilderer über die Grenze aus Tschad und Sudan kommen. Sie sind oft mit automatischen Waffen ausgerüstet und veranstalten regelrechte Jagdkarawanen entlang der durch den Park führenden Nationalstraße. Bei einer Bestandsaufnahme aus der Luft stellte sich 2005 heraus, dass teilweise mehr Wild in den Jagdzonen lebt als im Nationalpark selbst.

## Größe und Geschichte
Schon am 10. Dezember 1933 war ein Teil des Gebietes als Oubangui-Chari-Nationalpark ausgewiesen und 1935 in Matoumara-Nationalpark umbenannt worden. Der Nationalpark Manovo-Gounda Saint Floris umfasst 17400 km², seitdem der seit dem 27. Juli 1940 bestehende und 1960 sowie 1974 vergrößerte St.-Floris-Nationalpark, welcher den nördlichen Teil des heutigen Nationalparks bildet, mit dem 1700 km² großen André-Felix-Nationalpark und weiteren, teilweise geschützten Gebieten zusammengelegt wurde.

## Kriterien der UNESCO für die Ernennung zum Welterbe
Der Nationalpark Manovo-Gounda Saint Floris erfüllt insgesamt zwei der Kriterien für eine Anerkennung als UNESCO-Naturerbestätte:
- (ix): Der Nationalpark Manovo-Gounda Saint Floris besitzt außergewöhnliche Naturformationen. Der Park erstreckt sich über die biogeographischen Zonen Sudan-Sahel und Sudan-Guinea. Daraus ergibt sich eine Vielfalt an Lebensräumen, die von Grasebenen im Norden bis zu Savannen mit Galeriewäldern im Süden reicht. Das Gebiet umfasst das gesamte Einzugsgebiet dreier großer Flüsse (Manovo, Koumbala und Gounda) mit grasbewachsenen Überschwemmungsebenen und Feuchtgebieten. Die Ebenen sind durchsetzt mit kleinen Inselbergen aus Granit und im Süden mit dem schroffen Sandsteinmassiv der Bongos.
Dieser großflächige Park, der einen funktionalen Korridor zum Bamingui-Bangoran-Nationalpark bildet und von Jagdgebieten umgeben ist, schützt die größte Savanne Zentralafrikas. Er ist ein einzigartiges Beispiel für dieses Ökosystem und beherbergt entwicklungsfähige Populationen verschiedener Arten, die für diesen Teil Afrikas und andere Teile Ost- und Westafrikas typisch sind.

- (x): Die Tierwelt des Parks spiegelt den Übergang zwischen Ost- und Westafrika, der Sahelzone und dem tropischen Regenwald wider. Mit rund 57 Säugetierarten beherbergt er die artenreichste Fauna des Landes. In dieser Hinsicht ähnelt er den üppigen Savannen Ostafrikas.
Der Park beherbergt einige wichtige Großsäugerarten wie Spitzmaulnashorn, Elefant, Nilpferd, Rotstirngazelle (hier an der Südgrenze ihres Verbreitungsgebietes), Löwe, Leopard, Gepard und Wildhund. Es gibt große Ansammlungen von Pflanzenfressern wie Büffel, Senegal-Grasantilope, Wasserbock und Südafrikanische Kuhantilope. Etwa 320 Vogelarten wurden im Park gezählt, darunter mindestens 25 Raubvögel. Die Überschwemmungsgebiete im Norden des Parks sind vor allem für Wasservögel geeignet, auch der Schuhschnabel wurde im Park gesichtet.